# フランス国際連合常駐代表
フランス国際連合常駐代表（フランスこくさいれんごうじょうちゅうだいひょう）またはフランス国際連合大使（フランスこくさいれんごうたいし、フランス語: ambassadeur et représentant permanent de la France auprès des Nations Unies）は、国際連合におけるフランス代表団の長であり、フランス国際連合常駐代表部の長である。「特命全権大使」の地位と資格を持つ。
より高位の大統領、首相、外務大臣が出席する場合を除き、国際連合安全保障理事会の常任理事国として、また国際連合総会においてフランスを代表する。
現職はニコラス・ド・リヴィエールである。

## 一覧
| 氏名                                 | 任期            | 国連事務総長                                               | フランス大統領                                             | デクレ |
| ------------------------------------ | --------------- | ---------------------------------------------------------- | ---------------------------------------------------------- | ------ |
| アレクサンドル・パロディ             | 1946年 - 1949年 | トリグブ・リー                                             | レオン・ブルム （臨時政府首席）、ヴァンサン・オリオール    |        |
| ジャン・ショヴェル                   | 1949年 - 1952年 | トリグブ・リー                                             | ヴァンサン・オリオール                                     | [ 1 ]  |
| アンリ・オプノ                       | 1952年 - 1955年 | トリグブ・リー、ダグ・ハマーショルド                       | ヴァンサン・オリオール、ルネ・コティ                       | [ 2 ]  |
| エルヴェ・アルファン                 | 1955年 - 1956年 | ダグ・ハマーショルド                                       | ルネ・コティ                                               | [ 3 ]  |
| ベルナール・コルニュ＝ジャンティーユ | 1956年          | ダグ・ハマーショルド                                       | ルネ・コティ                                               | [ 4 ]  |
| ギヨーム・ジョージズ＝ピコ           | 1956年 - 1959年 | ダグ・ハマーショルド                                       | ルネ・コティ、シャルル・ド・ゴール                         | [ 5 ]  |
| アルマン・ベラール                   | 1959年 - 1962年 | ダグ・ハマーショルド、ウ・タント                           | シャルル・ド・ゴール                                       | [ 6 ]  |
| ロジェ・セドゥ                       | 1962年 - 1967年 | ウ・タント                                                 | シャルル・ド・ゴール                                       | [ 7 ]  |
| アルマン・ベラール                   | 1967年 - 1970年 | ウ・タント                                                 | シャルル・ド・ゴール、ジョルジュ・ポンピドゥー             | [ 8 ]  |
| ジャック・コシュースコ＝モリゼ       | 1970年 - 1972年 | ウ・タント、クルト・ヴァルトハイム                         | ジョルジュ・ポンピドゥー                                   | [ 9 ]  |
| ルイ・ド・ギランゴー                 | 1972年 - 1976年 | クルト・ヴァルトハイム                                     | ジョルジュ・ポンピドゥー、ヴァレリー・ジスカール・デスタン | [ 10 ] |
| ジャック・ルプレット                 | 1976年 - 1982年 | クルト・ヴァルトハイム                                     | ヴァレリー・ジスカール・デスタン、フランソワ・ミッテラン   | [ 11 ] |
| リュック・ド・ナントゥイユ           | 1982年 - 1984年 | ハビエル・ペレス・デ・クエヤル                             | フランソワ・ミッテラン                                     | [ 12 ] |
| クロード・ド・ケモウラリア           | 1984年 - 1987年 | ハビエル・ペレス・デ・クエヤル                             | フランソワ・ミッテラン                                     | [ 13 ] |
| ピエール・ルイス・ブラン             | 1987年 - 1991年 | ハビエル・ペレス・デ・クエヤル                             | フランソワ・ミッテラン                                     | [ 14 ] |
| ジャン＝ベルナール・メリメ           | 1991年 - 1995年 | ハビエル・ペレス・デ・クエヤル、ブトロス・ブトロス＝ガーリ | フランソワ・ミッテラン、ジャック・シラク                   | [ 15 ] |
| アラン・デジャメ                     | 1995年 - 2000年 | ブトロス・ブトロス＝ガーリ、コフィー・アナン               | ジャック・シラク                                           | [ 16 ] |
| ジャン＝ダビッド・レビット           | 2000年 - 2002年 | コフィー・アナン                                           | ジャック・シラク                                           | [ 17 ] |
| ジャン＝マルク・ド・ラ・サブリエール | 2002年 - 2007年 | コフィー・アナン、潘基文                                   | ジャック・シラク                                           | [ 18 ] |
| ジャン＝モーリス・リペール           | 2007年 - 2009年 | 潘基文                                                     | ニコラ・サルコジ                                           | [ 19 ] |
| ジェラール・アロー                   | 2009年 - 2014年 | 潘基文                                                     | ニコラ・サルコジ、フランソワ・オランド                     | [ 20 ] |
| フランソワ・ドラットル               | 2014年 - 2019年 | 潘基文、アントニオ・グテーレス                             | フランソワ・オランド、エマニュエル・マクロン               | [ 21 ] |
| ニコラス・ド・リヴィエール           | 2019年 -        | アントニオ・グテーレス                                     | エマニュエル・マクロン                                     | [ 22 ] |